# Plongeon aux Deaflympics
Le Plongeon aux Deaflympics d'été est une discipline olympique aux Deaflympics d'été de 1924 à Paris jusqu'aux Deaflympics d'été de 1969 à Belgrade. Les champions en titre sont chez les hommes l'Argentine.

## Palmarès

### Hommes
Le tableau suivant retrace pour chaque édition de la compétition le palmarès du tournoi et la nation hôte.
| N°                   | Édition                   | Ville hôte    | Or                    | Argent                | Bronze            |
| -------------------- | ------------------------- | ------------- | --------------------- | --------------------- | ----------------- |
| 1                    | Deaflympics d'été de 1924 | Paris         | G. E. Rimmer          | A. Morouw             | A. B. Gardner     |
| 2                    | Deaflympics d'été de 1931 | Nuremberg     | Otto Laurbner         | Kurt Sachsenweger     | Karl Kaudel       |
| 3                    | Deaflympics d'été de 1935 | Londres       | Werner Sander         | Karl Kaudel           | Karl Stalmach     |
| 4                    | Deaflympics d'été de 1939 | Stockholm     | Karl Kaudel           | George Chichton       |                   |
| 5                    | Deaflympics d'été de 1949 | Copenhague    | Henning Christensen   | Frans Callaerts       |                   |
| 6                    | Deaflympics d'été de 1953 | Bruxelles     | Henning Christensen   | Théodore Dewit        | Hassine Bel Kadi  |
| 7                    | Deaflympics d'été de 1957 | Milan         | George Trudeau        | Robert Montfort       | Peter Hernandez   |
| 8                    | Deaflympics d'été de 1961 | Helsinki      | Donald Morris         | Robert Lee Dillman    | Ray Staples Parks |
| 9                    | Deaflympics d'été de 1965 | Washington DC | Barry Douglas Knapman | Hugo Alberto Roldan   | Ray Staples Parks |
| 10                   | Deaflympics d'été de 1969 | Belgrade      | Hugo Alberto Roldan   | Barry Douglas Knapman | Rudolf Krosel     |
| Fin de cette épreuve |                           |               |                       |                       |                   |

## Tableau des médailles

### Hommes
| Rang | Nation                                                        | Or | Argent | Bronze | Total |
| ---- | ------------------------------------------------------------- | -- | ------ | ------ | ----- |
| 1    | Drapeau de l'Allemagne                                        | 3  | 1      | 0      | 4     |
| 2    | Drapeau des États-Unis                                        | 2  | 3      | 3      | 8     |
| 3    | Drapeau du Danemark                                           | 2  | 0      | 0      | 2     |
| 4    | Drapeau de l'Australie                                        | 1  | 1      | 0      | 2     |
| 4    | Drapeau de l'Argentine                                        | 1  | 1      | 0      | 2     |
| 5    | Drapeau du Royaume-Uni                                        | 1  | 0      | 1      | 2     |
| 6    | Drapeau de la Belgique                                        | 0  | 2      | 0      | 2     |
| 7    | Drapeau de l'Autriche                                         | 0  | 1      | 2      | 3     |
| 8    | Drapeau des Pays-Bas                                          | 0  | 1      | 0      | 1     |
| 9    | Drapeau de la France                                          | 0  | 0      | 1      | 1     |
| 9    | Drapeau de la République fédérative socialiste de Yougoslavie | 0  | 0      | 1      | 1     |